# Șiș chebap

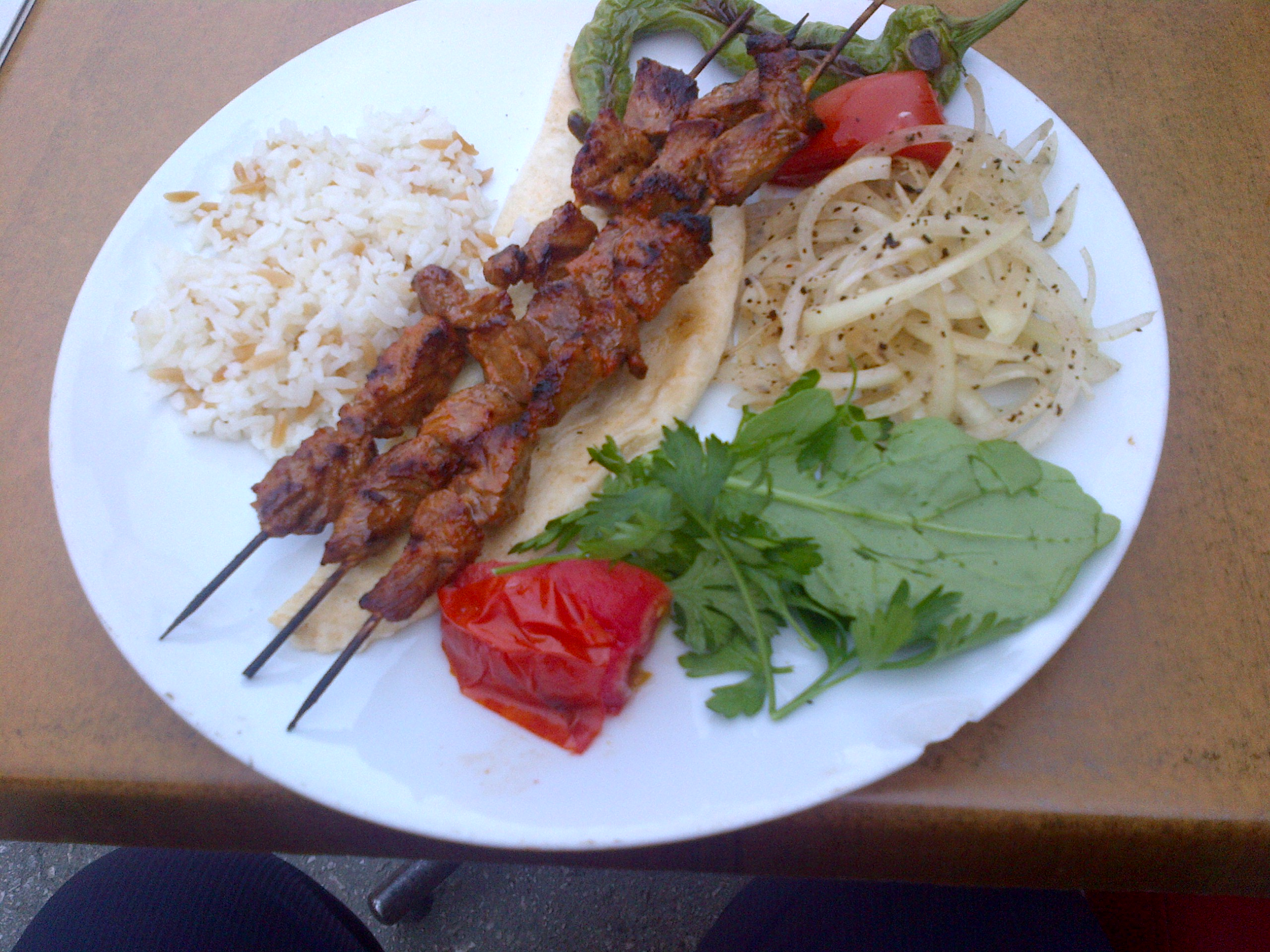
Şiş chebap la farfurie cu garnituri

Șiș kebap (şiş kebabı, turcă pentru "frigare cu carne la grătar", persană/masanderan masă شیش کباب shish kabāb) este o frigăruie tradițională din bucătăria turcească și arabă din carne de miel marinată, rosii si ardei.

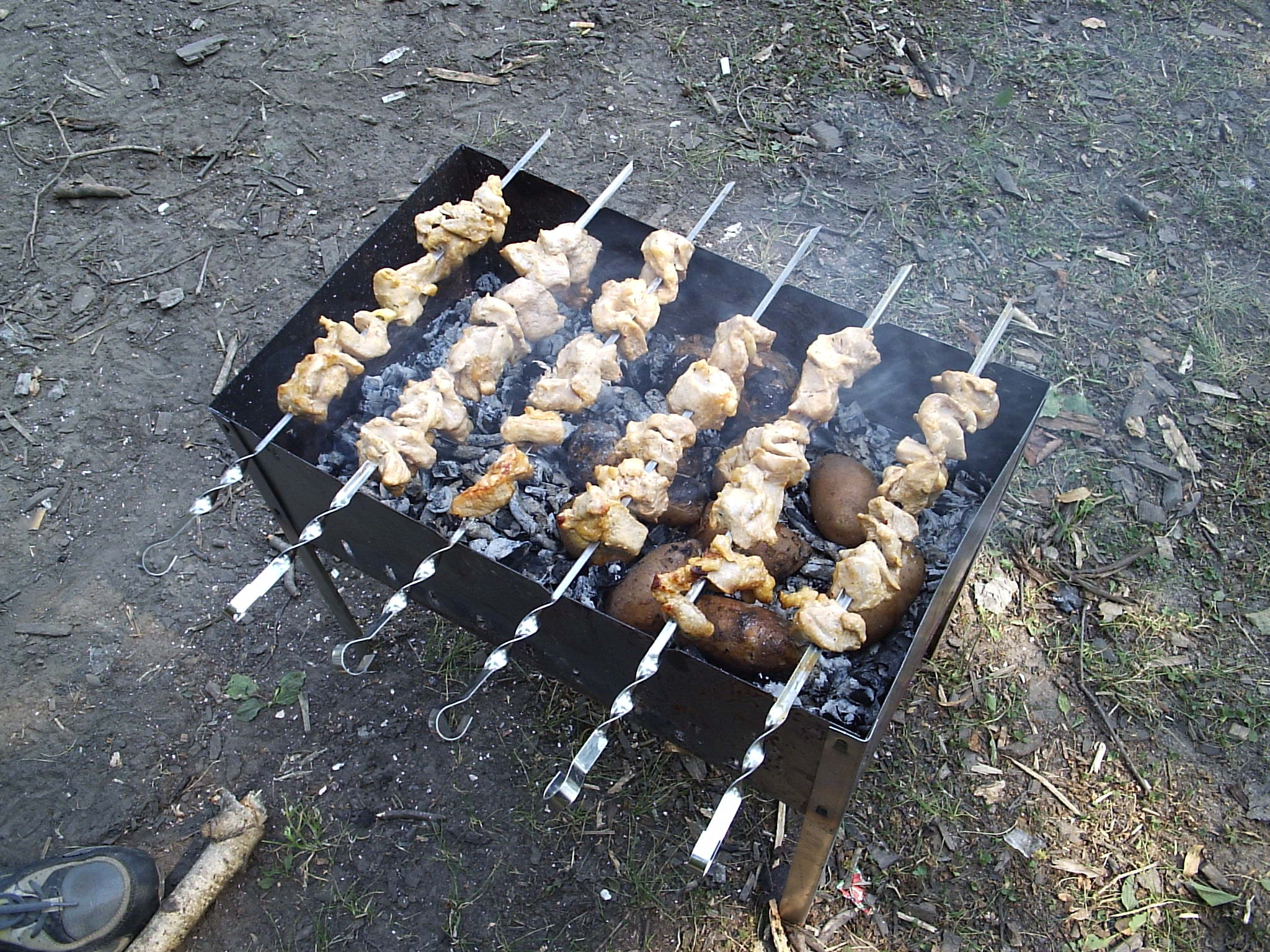
Preparare de şiş chebap

La preparare se taie mai întâi cuburi de carne fără grăsime din pulpă de miel și se marinează timp de mai multe ore într-un sos de ulei de măsline, lapte, ceapă sau suc de ceapă, sare și piper și, în funcție de rețeta usturoi, chimen, scortisoară, cimbru si mentă. Apoi bucățile de carne se înfig alternativ cu bucăți de rosii si ardei pe frigarui și se frig pe mangal.
Chebabul este servit cu garnituri, cum ar fi orez sau bulgur, cacık, salată, verdețuri proaspete, și pide (lipie).
Sunt pregătite, de asemenea, variante de șiș chebap din alte tipuri de carne sau pește și cu alte legume, cum ar fi vinete și sunt răspândite în toată bucătăria orientală și în Balcani. În Grecia, un fel de mâncare similară este souvlaki, cunoscut în Serbia și Croația ca ražnjići și în Rusia ca un șașlîk.

## Variante de șiș kebab
- Adana kebabı
- Cağ kebabı
- Döner kebap
- İskender kebap
- Patlıcanlı kebap
- Șiș köfte
- Șiș taouk (Șiș tavuk)

## Literatură
- Anne Graves:o carte de bucate de feeric Orientale retete. NeoBook Verlag, 2013, ISBN 978-3-84762-772-2
- Final De Alimente Călătorii. Dorling Kindersley Limited, Londra, 2011, ISBN 978-1-4053-5866-8.
- Hans E. Latzke:DuMont Ghid Turistic Turcia Coasta De Sud. 3. ediție, DUMONT publicarea de călătorie, 2015, ISBN 978-3-77017-254-2.

## Link-uri
- Kuehne retete de la a la Z (accesat în 24. Octombrie 2016)